# Gianpiero Lambiase
Gianpiero Lambiase (Londen, 14 oktober 1980), ook bekend als GP, is een Italiaans-Britse Formule 1-ingenieur. Hij is sinds het seizoen van 2016 de race-ingenieur van de Nederlandse coureur Max Verstappen bij Red Bull Racing.

## Levensloop
Lambiase werd geboren in Londen als zoon van Italiaanse expats, hij bezit hierdoor de Britse nationaliteit en het Italiaanse en Britse staatsburgerschap. Lambiase is getrouwd en heeft 1 dochter.
Hij begon zijn loopbaan in de Formule 1 in seizoen van 2005 bij Jordan Grand Prix, waar hij in totaal elf jaar in dienst bleef (terwijl het team door het leven ging als Midland F1 Racing, Spyker F1 Team en Force India F1 Team). In 2008 werd hij performance-ingenieur van Giancarlo Fisichella, waar hij Fisichella hielp aan zijn eerste poleposition en podiumfinish tijdens de Grand Prix Formule 1 van België 2009.
In 2010 werd Lambiase race-ingenieur voor Vitantonio Liuzzi en vervolgens Paul di Resta, waarmee hij drie jaar heeft samengewerkt. Di Resta werd in het seizoen van 2014 vervangen door Sergio Pérez. Na dit seizoen verliet Lambiase het team voor Red Bull Racing.
Bij Red Bull Racing werd Lambiase gekoppeld aan Daniil Kvjat. Kvyat werd na de vierde race van het seizoen van 2016 geruild met Toro Rosso voor Max Verstappen. Lambiase staat bekend om zijn extreme directheid en precisie in de rustige communicatie over de radio, iets wat Verstappen veelvuldig heeft geprezen. Lambiase en Verstappen worden regelmatig in de media en het commentaar aangehaald als een getrouwd koppel op leeftijd.
Van 2022 tot 2024 combineerde Lambiase zijn rol als race-ingenieur met de functie als Head of Race Engineering, in 2024 volgde een promotie tot Head of Racing met behoud van de rollencombinatie.